# 禾簡·迪美爾
禾簡·迪美爾（土耳其語：Volkan Demirel，1981年10月27日—），出生在伊斯坦堡，是一名土耳其足球員，司職門將。他是費倫巴治打入2007/08赛季欧洲冠军联赛八強的正選門將。此外，他亦是土耳其打入2008年歐洲國家盃四強的正選門將。

## 球會
卡塔士邦
迪美爾出生於伊斯坦堡的法提赫。1999年，年僅18歲的他加盟卡塔士邦並在翌年成為球隊的正選門將。接著的兩個球季，他總共代表球隊上陣了51次，其後他得到費倫巴治的垂青，在2002年初轉投這支土超球隊。
費倫巴治
迪美爾起初是羅士圖·列巴和雷塞普·拜勒的替補，其後他在2003年4月26日首次代表球會上陣。隨著羅士圖·列巴轉會至巴塞隆拿後，他在聯賽上陣了19次，而雷塞普·拜勒則是14次。與此同時，他亦有在三場土耳其盃的賽事中上陣。他亦協助費倫巴治贏得2003/04球季的聯賽冠軍。接著的一季，費倫巴治再次贏得聯賽冠軍，但是由於羅士圖·列巴在球季初重返球會，使他只能坐在後備席上。2005/06球季初，他成為球隊的正選門將，但在季中時再次淪為後備。2006/07球季初，他再次成為球隊的正選門將，但卻再度被羅士圖·列巴取代其位置。其後羅士圖·列巴因為受傷而缺陣，正選門將的位置則落入塞尔达·库尔比尔格直至該季結束。
翌季，迪美爾在聯賽上陣了25次，其餘的賽事則由塞尔达·库尔比尔格上陣。2007/08赛季欧洲冠军联赛，他作為球隊的正選門將，協助球隊的晉身16強。他在16強對西維爾的賽事中多次犯錯，失了兩球。然而，他在互射十二碼階段卻三度擋出十二碼，協助球隊首次晉身八強。接著，費倫巴治遇上了車路士，最終兩回合計以2-3的比分不敵對手。隨著塞尔达·库尔比尔格轉投高士里斯堡後，他成為球隊的正選門將。

## 國際賽
2001年，迪美爾獲土耳其U20徵召並上陣了四次。2001-03年間，他代表土耳其U21上陣了21次，並且在2004年首度獲得土耳其徵召。2004年4月28日，他在對比利時的友賽進行至下半場時後備入替而處子上陣 。2008年歐洲洲國家盃期間，他成為土耳其隊歷史性打入歐洲國家盃八強的正選門將，他在小組賽全部的三場賽事均正選上陣，但在對捷克的賽事中領紅，使他被罰停賽兩場。

## 私生活
2010年9月21日，迪美爾與2009年比利時小姐澤伊內普·塞韋爾結婚。

## 外部連結
- （土耳其文）官方網站
- （土耳其文）費倫巴治官方網頁上的個人簡介Profile at Fenerbahce.org